# Glenn Roeder
Pour les articles homonymes, voir Roeder.
Glenn Victor Roeder, né le 13 décembre 1955 à Woodford (Angleterre) et mort le 28 février 2021, est un footballeur anglais, devenu ensuite entraîneur.

## Biographie
Un défenseur central élégant, Roeder commence sa carrière à Leyton Orient et joue principalement aux Queens Park Rangers et à Newcastle.
Il est aussi sélectionné en équipe d'« Angleterre B » à 7 reprises.
Il devient joueur-entraîneur de Gillingham en 1992, avant d'entraîner Watford, West Ham, Newcastle (où il gagne la Coupe Intertoto en 2006) et puis Norwich City.
En 2003, pendant sa période à West Ham, on lui diagnostique un tumeur au cerveau. Il décède le 28 février 2021 à l'âge de 65 ans.

## Palmarès
- Vainqueur de la Coupe Intertoto en 2006 avec Newcastle